# 皆越村
皆越村（みなごえむら）は、熊本県球磨郡にあった村。

## 歴史
- 1889年4月1日 - 町村制施行により、一村単独村政。
- 1895年12月7日 - 上村と合併して上村となり、消滅